# 姆斯季斯拉夫·克尔德什
姆斯季斯拉夫·弗谢沃洛多维奇·克尔德什（俄语：Мстислав Всеволодович Келдыш，1911年1月28日（2月10日）—1978年6月24日）是数学家、物理学家、航天学家，苏联科学院院长。

## 生平
1911年，出生于拉脱维亚里加里加的工程师家庭。
1931年，毕业于莫斯科大学，在中央气体流体力学研究所、莫斯科大学和苏联科学院斯捷克洛夫数学研究所工作。
1937年，任莫斯科大学教授。
1943年，为苏联科学院通讯院士。
1949年，加入苏联共产党。
1953年，任苏联科学院应用数学研究所所长、苏联科学院主席团成员。
1960年，任苏联科学院副院长，
1961年，为苏联科学院院长。
1978年，去世。